# Mattias Lönnebo
Mattias Lönnebo, född 12 januari 1964 i Uppsala, är en svensk präst i Svenska kyrkan sedan 1992 och författare av skönlitteratur. 
Lönnebo debuterade 1998 med boken Tagge och Snagge, som är en fabel och en barnbok som handlar om två igelkottsbröder. Boken skrevs i samarbete med fadern Martin Lönnebo och tecknaren Mattias Gordon och översattes också till danska.